# やさしいたのしいうれしい
株式会社やさしいたのしいうれしいは、福島県福島市に本社を持つタクシー事業者である。

## 概要
2018年に伊達郡国見町に本拠を置く株式会社国見タクシーと福島市飯坂地域に本拠を置く有限会社飯坂吾妻交通の合併により設立され、「あづまタクシー」の通称でタクシー事業を行っている。合併前の両社とも吾妻自動車交通株式会社による労働争議事件の結果誕生・事業譲渡した企業であるため、社員第一主義の社是を掲げている。

## 沿革
- 1951年4月 - 福島市仲間町に吾妻自動車交通株式会社が設立され、「あづまタクシー」の通称にてタクシー事業を始める。泉、飯坂町に営業所が設置される。
- 1976年10月 - 福島市飯坂町に有限会社飯坂観光タクシーが設立される。
- 1995年10月 - 有限会社飯坂観光タクシーが有限会社飯坂吾妻交通に商号変更され、吾妻自動車交通のグループ会社となる。飯坂町平野に本社移転。
- 2007年4月 - 吾妻自動車交通株式会社が経営悪化を理由に解散し、有限会社飯坂吾妻交通があづまタクシーの事業を継続する。
  - 会社解散に伴い全社員が一旦解雇され、グループ会社への事業譲渡と社員の再雇用が行われたが、労働組合に加入していた社員の再雇用を全く行わなかったことから組合員排除のための偽装解散だとして福島県労働委員会に申し立てが行われた。委員会は有限会社飯坂吾妻交通が吾妻自動車交通株式会社と電話番号を共有し、会社の区別なく配車を行うなどしていたことから実質的に同一の会社であること、2003年度、2004年度の吾妻自動車交通株式会社の決算が実質的に黒字であり、経営悪化が解散の理由とは言えないことから偽装解散を認め、有限会社飯坂吾妻交通に組合員の再雇用や解雇期間の賃金支払いを命じた[1]。
- 2008年3月 - 国見町藤田に国見タクシー株式会社が設立される。
- 2018年1月1日 - 国見タクシー株式会社が有限会社飯坂吾妻交通を吸収し合併する。営業所が飯坂町平野に統一される。同月11日に現社名に商号変更され、通称名があづまタクシーに統一される。

## 車両
- 保有台数：21台

白地の車体に青い矢状のストライプが描かれている。